# Arceuthobium oxycedri
Arceuthobium oxycedri (DC.) M.Bieb. – gatunek roślin należący do rodziny sandałowcowatych (Santalaceae). Występuje naturalnie na obszarze od basenu Morza Śródziemnego po Azję Środkową.

## Rozmieszczenie geograficzne
Zasięg występowania obejmuje Afrykę Północną, Europę Południową, południowo-zachodnią Azję, Iran, Pakistan, Turkmenistan, Tadżykistan, Indie oraz chińską prowincję Qinghai i Tybetański Region Autonomiczny. Podawany jest także z Australii, Ukrainy, Rosji, Armenii, Azerbejdżanu i Gruzji.

## Morfologia
PokrójCiernisty półpasożyt dorastający do 20 cm wysokości. Gałązki są naprzeciwległe, mają zieloną lub żółtooliwkową barwę.
ŁodygaMiędzywęźla mają do 8 mm długości.
LiścieNaprzeciwległe o długości do 2 mm. Mają jajowaty kształt. Ogonki liściowe mają długość 1 mm.
KwiatyKwiaty pojedyncze lub zebrane po 2–4 w kwiatostanach. W kwiecie męskim okwiat jest 3–4 klapowany, płatki mają długość 1–1,5 mm i są nagie i żółte, mają eliptyczny lub jajowaty kształt, posiada 3–4 pylniki. W kwiecie żeńskim okwiat ma wielkość 1 mm i ma jajowaty kształt.
OwoceZielonkawe jagody o podłużnie jajowatym kształcie. Mają długość 2 mm i są nagie. Nasiona mają cylindryczny kształt i długość 1,5 mm. Są ostre i lekko owłosione.

## Biologia i ekologia
Kwitnie od sierpnia do września, lecz owoce pojawiają się dopiero następnego roku od września do października. Jest rośliną pasożytniczą – występuje na roślinach z rodzaju jałowiec (na jałowcu pospolitym, sabińskim, kolczastym, fenickim oraz greckim), rzadziej na cyprysiku, cyprysie i biocie wschodniej. Głównymi siedliskami są lasy iglaste, zarośla oraz zbocza górskie. Występuje na wysokości 3000–4100 m n.p.m.
Choć Arceuthobium oxycedri wyrządza szkody u swojego gospodarza, to nie ma istotnego znaczenia gospodarczego, ponieważ gatunki żywicielskie nie są drzewami uprawianymi na drewno ani ważnymi drzewami parkowymi. Jałowce stanowią istotny składnik śródziemnomorskiej roślinności, ale ich populacje nie są osłabiane przez porażenie Arceuthobium oxycedri.

## Ochrona
W Czerwonej księdze gatunków zagrożonych gatunek został zaliczony do kategorii LC – gatunków najmniejszej troski. Arceuthobium oxycedri jest szeroko rozpowszechniony w swoim zasięgu i nie przekracza minimalnego progu, żeby uznać gatunek za zagrożony wyginięciem (czyli według IUCN liczy nie mniej niż 10 000 dojrzałych osobników w powiązaniu z odpowiednimi spadkami i zanikami subpopulacji). Nie zanotowano również spadku liczebności populacji o ponad 30% w ciągu dziesięciu lat lub trzech pokoleń.